# Kamen iz Palerma
Kamen iz Palerma je eden od sedmih ohranjenih delov stele, znane kot Kraljevski letopisi Starega kraljestva starega Egipta, na kateri je seznam egipčanskih kraljev od 1. dinastije (okoli 3150–2890 pr. n. št.) do prvih vladarjev 5. dinastije (okoli 2392–2283 pr. n. št.) in navedeni so pomembni dogodki iz vsakega leta njihovega vladanja. Verjetno je bila izdelana v obdobju 5. dinastije. Kamen iz Palerma hranijo v Regionalnem arheološkem muzeju Antonia Salinasa v Palermu, po katerem je dobil svoje ime. 
V preteklosti se je ime včasih uporabljalo za vseh sedem ohranjenih fragmentov kraljevih letopisov, vključno s tistimi v Kairu in Londonu. Fragmente kot celoto so včasih imenovali tudi Kairski letopisni kamen, Kairski kamen pa samo tiste iz Kaira.
Kraljevi letopisi so verjetno najstarejše ohranjeno zgodovinsko besedilo iz starega Egipta in ključni vir podatkov za zgodovino Starega kraljestva.

## Opis
Stela, katere del je Kamen iz Palerma, je bila visoka okoli 60 cm in široka okoli 2,1 m. Izdelana je iz trdega kamna, podobnega bazaltu. 
Kamen iz Palerma je nepravilne ščitaste oblike. Širok je 43,5 cm, visok 25 cm in debel 6,5 cm. Na prednji strani je šest vodoravnih pasov ali seznamov z besedilom v hieroglifih, pisanih z desne na levo. Na prvem seznamu so imena pred dinastičnih kraljev Spodnjega Egipta, prepoznavnih po rdeči kroni. Na drugem in naslednjih seznamih so deli kraljevskih letopisov faraonov od 1. do 4. dinastije in ključni dogodki iz vsakega leta njihovega vladanja, urejeni po časovnem zaporedju. Drugi seznam se začne z zadnjim letom vladavine kralja iz 1. dinastije, katerega ime se ni ohranilo. Domneva se, da je bil Narmer ali Aha. Na preostalem delu drugega seznama so vnosi za prvih devet let vladanja njegovega naslednika. Tudi njegovo ime na kamnu manjka, domneva pa se, da je bil ali Aha ali njegov naslednik Djer. V nadaljevanju besedila na prednji strani kamna so letopisi kraljev do 4. dinastije. 
Na hrbtni strani so dogodki iz vladavin kraljev do Nefereirkareja Kakaia, tretjega vladarja iz 5. dinastije. Iz ohranjenih delov besedila ni razvidno, ali se letopisi nadaljujejo za naslednje dinastije. Ob imenih kraljev so zapisana tudi imena njihovih mater. Omenjeni sta na primer Semerketova mati Betrest (1. dinastija) in Snefrujeva mati  Merensak I. (4. dinastija). 
V kraljevih letopisih so zapisani tudi vodostaji letnih poplav Nila, poplavne sezone, podrobnosti o praznovanjih, na primer seda, davkih, kipih, gradnjah in vojnah.

## Arheološka zgodovina
Prvotna lokacija stele ni znana. Neznana so tudi najdišča njenih fragmentov. Za enega iz Kaira se domneva, da je bil odkrit na arheološkem najdišču v Memfisu, trije kairski fragmenti pa v Srednjem Egiptu. Najdišče Kamna iz Palerma ni znano. 
Kamen iz Palerma je kupil sicilski pravnik Ferdinand Guidano leta 1859. Njegova družina ga je 19. oktobra 1877 podarila palermskemu arheološkemu muzeju, kjer je še danes.
V muzeju v Kairu je pet fragmentov kraljevih letopisov. Štiri od njih je muzej pridobil v letih 1895 do 1914, petega pa je kupil na trgu starin leta 1963. Majhen fragment letopisov je v Petriejevem muzeju londonskega univerzitetnega kolegija kot del zbirke Flindersa Petrieja. V muzeju je od leta 1914. 
Pomembnost Kamna iz Palerma so odkrili francoski arheologi na obisku muzeja leta 1895. Prvi prevod je leta 1902 objavil Heinrich Schäfer.

## Negotovosti
Datuma nastanka kraljevih letopisov in Kamna iz Palerma nista znana. Neznano je tudi to, ali je bil napisan naenkrat ali se je besedilo pripisovalo, zato ni znano niti to, ali se je pripisovanje nadaljevalo tudi po 5. dinastiji. Ena od domnev je bila, da so bili letopisi napisani kasneje, morda v 20. dinastiji (747–656 pr. n. št.). Iz vsebine je povsem razvidno, da so, tudi če so bili napisani kasneje, temeljili na izvirniku iz Starega kraljestva.
Mogoče je celo to, da fragmenti niso deli iste stele, ampak deli več njenih kopij. To velja tudi za fragmente iz Kairskega muzeja, ker njihov izvor ni jasen.
Besedilo je težko razvozlati zaradi starosti in zelo različnega stanja besedila. Če je besedilo kasnejša kopija, je mogoče tudi to, da so prepisovalci v besedilo vnesli kakšno napako.

## Pomen
Kamen iz Palerma in drugi fragmenti kraljevih letopisov so pomemben vir podatkov za zgodovino Starega kraljestva, zlasti zato, ker vsebujejo imena vladarjev iz prvih petih dinastij, ki drugje niso zapisana.
Seznami egipčanskih kraljev Novega kraljestva, na primer Torinski seznam kraljev (13. stoletje pr. n. št.) in Abiški seznam kraljev, napisan med vladavino Setija I. (vladal 1294–1279 pr. n. št.), kot prvega kralja 1. dinastije omenjajo Menesa (morda Narmerja) in ga povezujejo z združitvijo Zgornjega in Spodnjega Egipta v eno državo. Prvi seznam letopisov omenja tudi nekaj pred dinastičnih vladarjev Zgornjega in Spodnjega Egipta, se pravi iz obdobja pred združitvijo. Istovetenje teh kraljev z zgodovinskimi osebami ostaja sporno. 
Antični zgodovinar Maneto je imel morda na razpolago podatke, podobne popolnim kraljevskim letopisom, s katerimi je sestavil svojo kronologijo zgodnjih dinastij. Njegova Zgodovina Egipta (Aegyptiaca) je bila  napisana v 3. stoletju pr. n. št. Od ohranjenih seznamov kraljev, napisanih kasneje, je njegovemu seznamu najbolj soroden Torinski seznam.